# Jan Makowiecki
Jan Makowiecki herbu Pomian (ur. c. 1515, zm. 26 kwietnia 1569) – pisarz skarbowy litewski w 1557 roku, kanonik warszawski przed 1557 rokiem, kanonik wileński w 1552 roku, prałat kustosz wileński (9 I 1560 - 26 IV 1569) pisarz Bony Sforzy.